# Dominik Bentele
Dominik Pasquale Bentele (* 21. Februar 1991 in Albstadt-Ebingen) ist ein deutscher Fußballspieler.

## Karriere

### Vereine
Dominik Bentele spielte in seiner Jugend für den SV Rosenfeld und die TSG Balingen, ehe er sich der Fußballschule des SC Freiburg anschloss. Während seiner Zeit in Freiburg absolvierte Bentele auch zwei Partien für die deutsche U-17-Nationalmannschaft. Von 2006 bis 2008 besuchte er die Max Weber-Schule in Freiburg. 
2009 wechselte er zur U-19 des SSV Reutlingen 05. In der folgenden Saison 2009/10 wurde er auch in der ersten Mannschaft des SSV Reutlingen, die in der Regionalliga Süd spielte, eingesetzt. Auf diese Weise kam er auf 12 Einsätze und schoss ein Tor. Zur Saison 2010/11 unterschrieb er als „Perspektivspieler“ beim Drittliga-Aufsteiger VfR Aalen einen Zweijahresvertrag. Die meisten seiner Spiele dort absolvierte er aber für die zweite Mannschaft des Vereins in der Verbandsliga Württemberg. Sein Profiliga-Debüt gab er erst am 4. Dezember 2010, als er bei der 0:4-Heimniederlage gegen Rot-Weiß Erfurt in der Startaufstellung stand, was aber gleichzeitig auch sein letztes Spiel für den Verein war. Nach nur einem halben Jahr Vereinszugehörigkeit wurde Benteles Vertrag in der Winterpause mit sofortiger Wirkung aufgelöst. 
Er schloss sich daraufhin dem Regionalligisten SG Sonnenhof Großaspach an, wo er in der folgenden Rückrunde auf insgesamt acht Einsätze kam. Da der Verein zur neuen Saison seinen Spielerkader für das Aufstiegsrennen aufrüstete und Bentele während der Saison immer wieder mit Verletzungen zu kämpfen hatte, absolvierte er in der ganzen Saison 2011/12 nur einen einzigen Kurzeinsatz über 15 Minuten. Sein auslaufender Vertrag wurde daher nicht verlängert. Zu Beginn der neuen Saison 2012/13 wechselte Bentele deshalb zum Ligakonkurrenten SC Pfullendorf. Zum 1. Januar 2014 wurde der Vertrag vorzeitig aufgelöst und der Spieler wechselte zum TSV Berg in die Verbandsliga Württemberg. Zur Saison 2015/16 wechselte er in die Oberliga zum FV Ravensburg, bevor er zum TSV Berg zurückkehrte. In den folgenden sechs Jahren war der dann für die unterklassigen Vereine FC Holzhausen, SG Empfingen und den FC 07 Albstadt aktiv.

### Nationalmannschaft
Seinen einzigen Einsatz als Nationalspieler bestritt er für die U16-Nationalmannschaft, die am 12. November 2006 das in Freundschaft ausgetragene Länderspiel gegen die Auswahl Nordmazedoniens mit 3:2 gewann.